# Hannah Herzsprung
Hannah-Rebecca Herzsprung (Amburgo, 7 settembre 1981) è un'attrice tedesca.

## Biografia

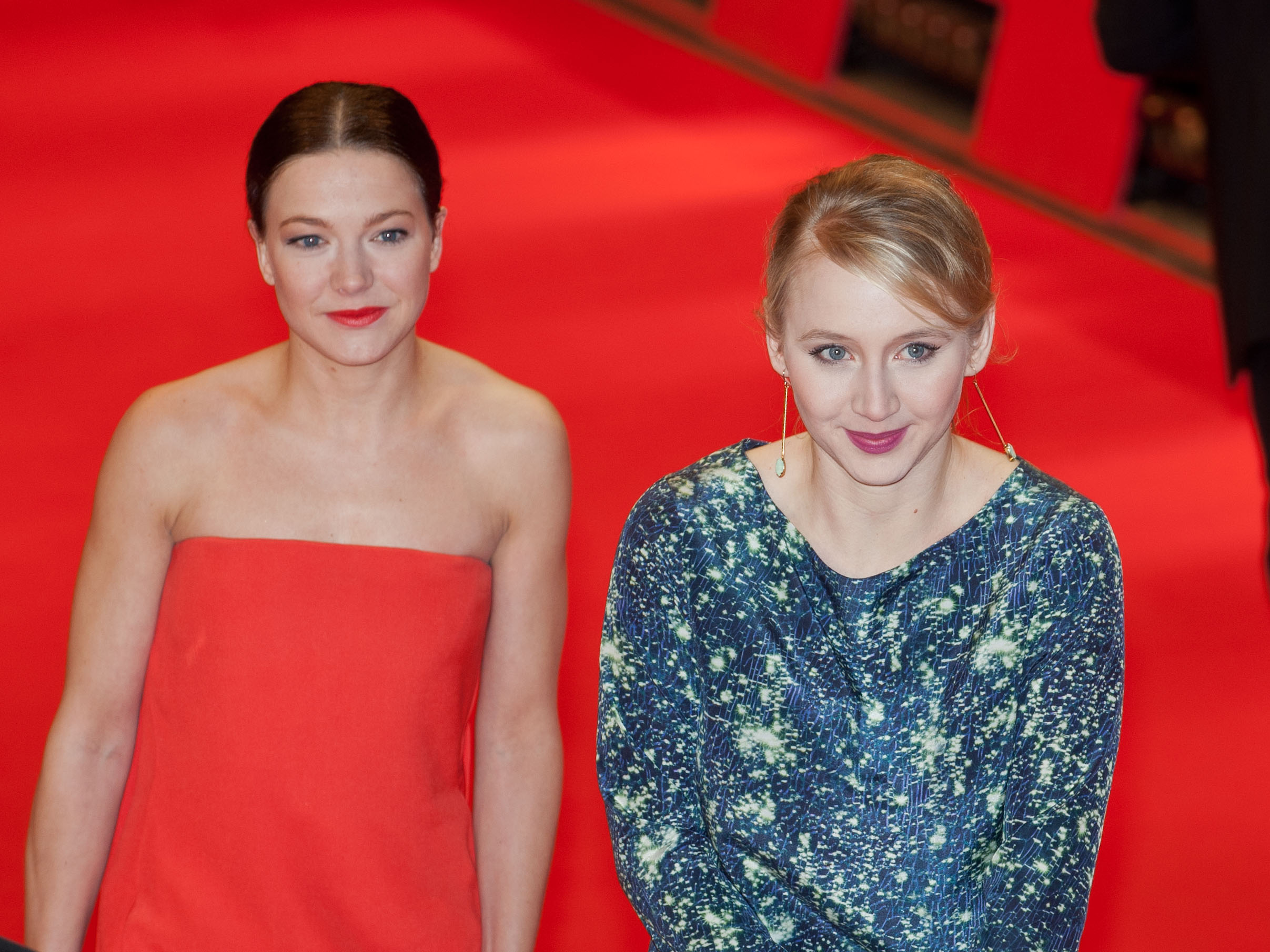
Hannah Herzsprung assieme ad Anna Maria Mühe alla Berlinale 2013

Figlia d'arte (suo padre è l'attore Bernd Herzsprung, mentre sua madre è la stilista Barbara Engel), tra cinema e televisione ha partecipato ad una quarantina di differenti produzioni, a partire dalla fine degli anni novanta.
Tra i suoi ruoli principali, figurano, tra l'altro, quello di Jenny von Loeben nel film Quattro minuti (2007; ruolo per il quale è stata pluripremiata), di Julia Hausmann nella miniserie TV Weissensee (2010-2013), quello di Marie nel film Hell (2011), quello di Elisabetta di Baviera nel film Ludwig II (2012), ecc.. Nel 2013 ha interpretato il personaggio di Iris, protagonista del film Der Geschmack von Apfelkernen (Il sapore dei semi di mela), tratto dal romanzo omonimo di Katharina Hagena.

## Filmografia

### Cinema
- The Love I Stole, regia di Daniel Ponath - cortometraggio (2004)
- The Penelation Show, regia di Andreas Schaap - cortometraggio (2004)
- Solo, regia di Burkhard Feige - cortometraggio (2005)
- Quattro minuti (Vier Minuten), regia di Chris Kraus (2006)
- Bummm!, regia di Alain Gsponer (2006)
- 1. Mai, regia collettiva (2008)
- La banda Baader Meinhof (Der Baader Meinhof Komplex), regia di Uli Edel (2008)
- 10 Sekunden, regia di Nicolai Rohde (2008)
- The Reader - A voce alta (The Reader), regia di Stephen Daldry (2008)
- Pink, regia di Rudolf Thome (2009)
- Vision - Aus dem Leben der Hildegard von Bingen, regia di Margarethe von Trotta (2009)
- Vicky il vichingo (Wickie und die starken Männer), regia di Michael Herbig (2009)
- Lila, Lila, regia di Alain Gsponer (2009)
- Habermann, regia di Juraj Herz (2010)
- Apocalypse (Hell), regia di Tim Fehlbaum (2011)
- Pärchenabend, regia di Hardi Sturm - cortometraggio (2011)
- Wie zwischen Himmel und Erde, regia di Maria Blumencron (2012)
- Schutzengel, regia di Til Schweiger (2012)
- Ludwig II, regia di Marie Noelle e Peter Sehr (2012)
- Der Geschmack von Apfelkernen (tratto dall'omonimo libro di Katharina Hagena), regia di Vivian Naefe (2013)
- Beloved Sisters (Die geliebten Schwestern), regia di Dominik Graf (2014)
- Who Am I - Kein System ist sicher, regia di Baran bo Odar (2014)
- Traumfrauen, regia di Anika Decker (2015)
- Die Blumen von gestern, regia di Chris Kraus (2016)
- Everything Is Wonderful, regia di Pia Mechler e Stephanie Angel (2017)
- Don't. Get. Out! In trappola (Steig. Nicht. Aus!), regia di Christian Alvart (2018)
- Dreigroschenfilm, regia di Joachim Lang (2018)
- Sweethearts, regia di Karoline Herfurth (2019)
- Der Boandlkramer und die ewige Liebe, regia di Joseph Vilsmaier (2021)
- Mein Sohn, regia di Lena Stahl (2021)
- Monte Verità - Der Rausch der Freiheit (Monte Verità), regia di Stefan Jäger (2021)
- Wolke unterm Dach, regia di Alain Gsponer (2022)
- Das fliegende Klassenzimmer, regia di Carolina Hellsgård (2023)
- 15 Years, regia di Chris Kraus (2023)

### Televisione
- Ein Fleisch und Blut - film TV (1998) - ruolo: Britta da giovane
- Aus heiterem Himmel - serie TV, 23 episodi (1998-1999) - Miriam "Mimi" Pauly
- SOKO 5113 - serie TV, 1 episodio (2000)
- Squadra speciale Lipsia - serie TV, 1 episodio (2002)
- Zwei Profis - serie TV, 1 episodio (2003)
- Mädchen, böses Mädchen - film TV (2003)
- Unter Verdacht - serie TV, 1 episodio (2004)
- 18 - Allein unter Mädchen - serie TV, 20 episodi (2004-2007) - Vera
- In einem anderen Leben - film TV (2005)
- Im Namen des Gesetzes - serie TV, 1 episodio (2005)
- Emilia - Die zweite Chance - film TV (2005)
- Das Duo - serie TV, 1 episodio (2006)
- Stolberg - serie TV, 1 episodio (2006)
- Squadra Speciale Colonia - serie TV, 1 episodio (2007)
- Donna Leon - serie TV, 1 episodio (2008)
- Liesl Karlstadt und Karl Valentin - film TV (2008) - Liesl Karlstadt da giovane
- Werther - film TV (2008)
- Weissensee - serie TV, 12 episodi (2010-2013) - Julia Hausmann
- H+ - serie TV, 13 episodi (2011-2013) - Manta
- Babylon Berlin (2017) - Helga Rath
- Dogs of Berlin (2018) - Trinity Sommer

## Premi & riconoscimenti (lista parziale)
- 2007: Undine Award come miglior giovane attrice protagonista per il ruolo di Jenny von Loeben in Quattro minuti[6]
- 2007: Golden Space Needle Award come miglior debutto al Seattle International Film Festival per il ruolo di Jenny von Loeben in Quattro minuti[6]
- 2007: New Faces Award per il ruolo di Jenny von Loeben in Quattro minuti
- 2007: Riconoscimento come "Rising" Star allo Hamptons International Film Festival[1]
- 2007: Deutscher Filmpreis d'oro come miglior attrice non protagonista per il ruolo di Florina Krüger in Bummm![6]
- 2010: Premio Bambi come miglior attrice nazionale per il ruolo di Julia Hausmann nella miniserie TV Weissensee[6]
- 2012: International Fantasy Film Award per il ruolo di Marie in Hell[6]
- 2012: Jupiter Award come miglior attrice tedesca per il ruolo di Marie in Hell[6]